# Traité de Wapakoneta
Le Traité de Wapakoneta est un traité qui a été signé le 8 août 1831. Des Amérindiens Shawnee de Wapakoneta ont été contraints de renoncer à leurs revendications sur les terres situées dans la partie occidentale de l'Ohio. 
En échange le gouvernement des États-Unis a octroyé aux Shawnee 400 km2 de terres à l'ouest du Mississippi, ainsi que des vivres, de l'argent et également la construction d'une scierie et d'une minoterie. Cet accord a ensuite été appelé Traité de Wapakoneta ou Traité avec les Shawnee.
Ce traité est un des nombreux traités qui a organisé la déportation des Amérindiens à l'ouest du Mississippi, une politique nommée Indian removal.